# Epistrophe sasayamana
Epistrophe sasayamana är en tvåvingeart som först beskrevs av Matsumura 1918.  Epistrophe sasayamana ingår i släktet brynblomflugor, och familjen blomflugor. Inga underarter finns listade i Catalogue of Life.